# Chrioloba cinerea
Chrioloba cinerea är en fjärilsart som beskrevs av John Henry Leech 1897. Chrioloba cinerea ingår i släktet Chrioloba och familjen mätare. Inga underarter finns listade i Catalogue of Life.